# Феликсзе
Феликсзе (њем. Felixsee) општина је у њемачкој савезној држави Бранденбург. Једно је од 30 општинских средишта округа Шпре-Најсе. Према процјени из 2010. у општини је живјело 2.249 становника. Посједује регионалну шифру (AGS) 12071074.

## Географски и демографски подаци
Феликсзе се налази у савезној држави Бранденбург у округу Шпре-Најсе. Општина се налази на надморској висини од 140 метара. Површина општине износи 35,4 km². У самом мјесту је, према процјени из 2010. године, живјело 2.249 становника. Просјечна густина становништва износи 64 становника/km².